# رين هانغ
رين هانغ (بالصينية: 任航) (23 فبراير 1989 بشنيانغ في الصين - ) هو لاعب كرة قدم صيني في مركز الدفاع، شارك في كأس آسيا 2015. وشارك مع منتخب الصين لكرة القدم. أما مع النوادي، فقد لعب مع جيانغسو سونينغ ونادي غوانغجو آر أند إف.

## روابط خارجية
- رين هانغ على موقع قاعدة بيانات كرة القدم.إي يو (الإنجليزية)
- رين هانغ على موقع ناشيونال فوتبول تيمز (الإنجليزية)
- رين هانغ على موقع Soccerway.com (الإنجليزية)
- رين هانغ على موقع اللجنة الأولمبية الصينية (الإنجليزية)